# Rio Fervença
O Rio Fervença nasce na Serra da Nogueira, a 1300 metros de altitude, mais propriamente na aldeia de Fontes Barrosas desaguando no Rio Sabor a 480 metros de altitude. Este curso de água banha várias povoações, tornando-se parte da sua água para rega de culturas e pomares da Veiga de Gostei e de Castro de Avelãs. No decorrer do seu curso de água, o rio Fervença percorre vários terrenos, muitos dos quais se destinam à agricultura e pecuária.
Já na cidade de Bragança, foi transformado durante varias épocas num receptor de esgotos urbanos, na zona do jardim Dr. José de Almeida e na ponte do Jorge. 
Entretanto no âmbito do programa polis certas zonas referentes ao curso do rio foram requalificadas, submetendo o rio a uma intervenção a “fundo”, colocando colectores de esgotos, a fim de evitar a deposição dos mesmos no rio, devolvendo o rio a cidade, tornando o corredor do fervença, na zona polis um dos locais mais aprazíveis para passeio e pratica de actividades ao ar livre.
No que toca a qualidade da água do rio pode-se considerar o curso de água que atravessa a cidade como despoluído no que diz respeito a efluentes domésticos.
O índice de cobertura do tratamento dos efluentes domésticos é de praticamente 100%, as acusas que exceptuam esta regra são pontuais e não têm expressão.